# Bennett (Colorado)
Pour les articles homonymes, voir Bennett.
Bennett est une ville américaine située dans les comtés d'Adams et d'Arapahoe dans l’État du Colorado.

## Géographie
La municipalité s'étend sur 5,57 milles carrés (14,43 km2). L'essentiel de la ville se trouve dans le comté d'Adams, qui accueille 1 955 habitants et 3,99 milles carrés (10,33 km2).

## Histoire
D'abord appelée Kiowa, la ville doit son nom actuel à H. P. Bennett, receveur des postes à Denver.
D'après le livre de Clive Cussler "chasseurs d'épaves" la ville a été baptisée du nom des deux veuves (Bennett) d'employés de chemin de fer du Kansas Pacific Railroad décédés lorsque leur train est tombé dans la Kiowa River un jour de crue qui emporta le pont au lieu dit Kiowa Crossing en mai 1878.

## Démographie
Selon le recensement de 2010, Bennett compte 2 308 habitants.
| 1930 | 1940 | 1950 | 1960 | 1970 | 1980 |
| ---- | ---- | ---- | ---- | ---- | ---- |
| 211  | 199  | 272  | 287  | 613  | 942  |

| 1990  | 2000  | 2010  | - | - | - |
| ----- | ----- | ----- | - | - | - |
| 1 757 | 2 021 | 2 308 | - | - | - |